# Малорыбинка
Малорыбинка — деревня в Свердловском районе Орловской области. Входит в состав Никольского сельского поселения. Постоянное население 6 человек (2010).

## География
Деревня расположена по берегу небольшой речушки Малая Рыбница, возле административных границ с Орловским районом.
Уличная сеть представлена одним объектом: ул. Горная.
Географическое положение
Расстояние до
районного центра посёлка городского типа Змиёвка: 19 км.
областного центра города Орёл: 29 км.
Ближайшие населённые пункты
В радиусе 7 км. 42 населённых пункта.
Апухтино, Реутово 1 км, Ануфриево 1 км, Ржавец 2 км, Роща 3 км, Философово 3 км, Лыково 3 км, Плоское 4 км, Заречье 4 км, Беклемищево 4 км, Змиево 4 км, Карпово 5 км, Троицкое 6 км, Аболмазово 6 км, Азаровка 6 км, Плота 6 км, Никольское 6 км, Путимец 6 км, Толубеево 7 км, Красная Роща 7 км, Голохвастово 7 км

## Население
| 2010 |
| ---- |
| 5    |

## Транспорт
Поселковая дорога.